# Assimilation (sociologi)
Se artikeln assimilation för andra betydelser av ordet.
Kulturell assimilation eller assimilering (från latin assimilátio, "göra lik", "efterbilda"), syftar på den process genom vilken en person eller en etnisk grupp som utgör ett minoritetsfolk förlorar, överger eller anpassar sin kultur i mötet med en majoritetsbefolknings kultur. Därmed försvinner de ursprungliga kulturskillnaderna och samhället blir en monokultur. Exempelvis kan invandrargrupper eller koloniserade ursprungsfolk överge eller anpassa sin kultur, frivilligt, motvilligt och/eller efter yttre påtryckningar såsom religionsförföljelse och tvångsåtgärder. Yttre påtryckningar kan vara en del av en assimilationspolitik.
Assimilering är en av flera alternativa processer som kan inträffa vid ackulturation (kulturmöten).
Samhällsvetare använder fyra primära riktmärken för att bedöma graden av assimilering: skillnader i socioekonomisk status,  geografisk segregation, färdigheter i andraspråk samt förekomst av blandäktenskap.

## Historia

### Sverige
I Sverige har det länge funnits språkliga och kulturella minoritetsgrupper, varav flera under 2000-talet fick status som nationella minoriteter. Från 1800-talets slut började olika grupper som upplevdes som avvikande på olika sätt att utsättas för vad språkvetaren Kenneth Hyltenstam beskriver som ett assimileringstryck. För de minoritetsgrupper som påverkades under 1800- och 1900-talet ledde assimilering till ett förnekande av den kulturella mångfald som funnits i Sverige. Förespråkarna för assimilering argumenterade för att ett samhälle med olika språk och mångkultur skulle leda till rotlöshet och social splittring som i sin tur skulle äventyra den nationella sammanhållningen.
Fram till 1880-talet var en stor andel av skolorna och läroböckerna i Tornedalen finskspråkiga. Under 1880-talet påbörjades en assimileringsprocess med bl.a. inrättandet av statsskolor 1888, där enbart svenska fick användas i undervisningen och det var förbjudet att undervisa på finska eller meänkieli. I vissa skolor förekom det även att barnen själva förbjöds tala sitt språk och att föräldrarna instruerades att tala svenska med sina barn. 1940 tog kommunerna över statsskolorna, vilket innebar att det formella förbudet mot undervisning på meänkieli och finska upphörde. I praktiken blev det dock en fortsättning på förbudet att undervisa på minoritetsspråken.
I Sverige anses sockenlappar helt ha assimilerats in i den svenska bondekulturen på 1800- och 1900-talen, efter århundraden av assimilationspolitik riktad mot skogssamer och andra tidigare nomadiserande samiska grupper.[källa behövs]

### USA
Från 1790-talet till 1920-talet bedrevs en assimilationspolitik i USA med syftet att assimilera amerikanska urfolk. Genom att använda utbildning, men även förbud mot traditionella religiösa ceremonier och genom att placera ursprungsamerikaner på särskilda internatskolor hoppades politikerna sudda ut skillnaderna mellan urfolk och majoritetsamerikaner.

## Konsekvenser

### Psykisk hälsa
Assimilering kan leda till en rad konsekvenser beroende på vem som påverkas och vilken typ av assimilering det handlar om. Ju mer påtvingad och aggressiv assimilering, desto allvarligare konsekvenser för de individer som påverkas. Å ena sidan har vissa studier visat att minoriteter som assimileras kan känna sig mer trygga när de tillhör den dominerande kulturen. Det finns också vissa belägg för att de som assimileras kan uppleva en högre levnadsstandard och bättre psykisk hälsa. Samtidigt visar forskning också att kulturell assimilering kan leda till identitetsförlust och ge upphov till kraftig stress för t.ex. invandrare. Stressen kan leda till depression och annan allvarlig psykisk ohälsa.
Personer som migrerar från en kultur till en annan och som utsätts för ett assimileringstryck kan uppleva fenomenet kulturell sorg (engelska: cultural bereavement). Det är en typ av sorg som orsakas av att man förlorar sin kultur och därmed en central del av ens identitet. Sorgen kan fördjupas mer desto fler kulturella aspekter som förloras, t.ex. språk, traditioner, och mat. Kulturell sorg kan ge en känsla av utanförskap gentemot både ens nya land och gentemot personer från ursprungslandet.

### Ekonomi
Graden av assimilering kan kopplas till olika ekonomiska mått, där man bland annat hittat samband mellan hur homogen/heterogen en region är i termer av hur assimilerade invandrare är å ena sidan och företags produktivitet å andra sidan. Medan en hög grad av assimilering skulle kunna tänkas reducera externa kostnader på ett företag, då invandrare och personer från majoritetssamhället skulle ha lättare att förstå varandra. Forskning har dock visat att företag och regioner där invandrare har behållit en större del av sin kultur och sitt språk - dvs. en lägre grad av assimilering - också har en starkare ekonomisk utveckling. Hypotesen är att personer från majoritetssamhället och invandrare har delvis olika förståelse av fenomen och att de genom att tolka problem på lite olika sätt också kommer fram till bättre lösningar, något som gynnar företagets utveckling. På regional nivå har det visat sig att en lägre grad av assimilering kan spilla över på hela regionens ekonomiska produktivitet och att resultaten alltså inte är begränsade till enskilda företag.
Andra ekonomiska konsekvenser som har kunnat påvisas är att personer som anges som mer assimilerade är mer nöjda med sitt arbete och sin lön, samt känner en större trygghet i att behålla sitt jobb. Hur starkt assimilerad en person är kan också kopplas till lägre arbetslöshet och högre lön. En studie som undersökte arbetsmarknaden i Tyskland kunde visa att invandrare från länder som angavs ha större kulturellt avstånd till Tyskland hade lägre löner när de kom ut på den tyska arbetsmarknaden. Löneskillnaderna mellan invandrare och tyskar minskade dock i takt med hur länge en person hade bott i Tyskland.

## Politik

### Assimilering eller integration?
En vanlig föreställning bland företrädare för majoritetssamhället och politiker är att assimilering är den bästa strategin för t.ex. invandrare till ett land. Förekommande argument för den här strategin är att assimilering skulle gynna lika möjligheter, inkludering och bättre social rörlighet uppåt för invandrare. En sådan politik implicerar ofta att invandrare bör göra sig av med sitt kulturarv och språk som följt med från hemlandet, något som kan sätta press på grupper av invandrade. Det finns ett antal studier som har visat att en sådan politik kan påverka invandrares välbefinnande, tillhörighet till det nya landet och tilltro till sin föräldraskapsförmåga på ett negativt sätt. Press på invandrare att assimileras kan även öka avståndet mellan invandrargrupper och majoritetssamhället.
Genom att istället tillämpa en politik som bygger på en mer respektfull attityd och syftar till en bi-kulturell integration kan man uppnå mer eftersträvansvärda resultat gällande invandrares psykiska och kognitiva hälsa. Forskning som gjorts på turkiska invandrare i Tyskland har visat att en mer integrationsinriktad politik sammanföll med färre depressiva symtom, medan marginalisering av gruppen hade samband med större antal depressiva symtom.